# Robbie Basho
Robbie Basho, geboren als Daniel R. Robinson jr. (Baltimore, 31 augustus 1940 - Berkeley, 28 februari 1986) was een Amerikaanse zanger, gitarist en pianist.

## Biografie
Basho raakte als kind verweesd en werd geadopteerd door de familie Robinson. Hij kreeg de naam Daniel Robinson jr. en bezocht de Catholic Schools in het aartsbisdom Baltimore. Hij werd voorbereid voor het college Saint James School, een bisschoppelijke school in Western Maryland. Hij studeerde aan de University of Maryland, College Park. Hoewel hij eufonium speelde in de middelbare schoolband en zong bij basis- en middelbare schoolensembles, groeide zijn interesse voor de akoestische gitaar gedurende zijn collegetijd, hetgeen een direct gevolg was van zijn vriendschap met zijn medestudenten John Fahey, Ed Denson en Max Ochs. In 1959 kocht Basho zijn eerste gitaar en verdiepte zichzelf in de Aziatische kunst en cultuur. Het was rond deze periode dat hij zijn naam wijzigde naar Basho ter ere van de Japanse dichter Matsuo Bashō.
Tijdens een radio-interview in 1974 om zijn album Zarthus te promoten, besprak hij zijn muziek gedetailleerd. Hij beschreef hoe hij was gegaan door een aantal perioden gerelateerd aan filosofie en muziek als Japans, hindoe, Iraans en native American. Zarthus representeerde de voleinding van deze Perzische periode. Basho verklaarde zijn wens om met John Fahey en Leo Kottke, de westerngitaar te verheffen naar het niveau van een concertinstrument. Hij erkende dat de nylonsnaar-gitaar geschikt was voor lovesongs, maar zijn steel-tegenhanger 'vuur' kon overbrengen.
Basho geloofde in zijn interesse voor de Indiase muziek en luisterde naar Ravi Shankar, met wie hij de eerste keer optrad in 1962.

## Overlijden
Basho overleed onverwacht in februari 1986 op 45-jarige leeftijd tijdens een ongeval gedurende een bezoek aan zijn chiropracticus, waar een opzettelijk whiplash-experiment gescheurde bloedvaten veroorzaakte in zijn nek, dat leidde tot een fatale dood.

## Discografie
Studioalbums
- 1965: The Seal of the Blue Lotus (Takoma Records)
- 1966: The Grail & the Lotus (Takoma Records)
- 1967: Basho Sings (Takoma Records)
- 1967: The Falconer's Arm I (Takoma Records)
- 1967: The Falconer's Arm II (Takoma Records)
- 1969: Venus in Cancer (Blue Thumb Records) geremasterd en weer uitgebracht door Tompkins Square Records
- 1971: Song of the Stallion (Takoma Records)
- 1972: The Voice of the Eagle (Vanguard Records)
- 1974: Zarthus (Vanguard Records)
- 1978: Visions of the Country (Windham Hill Records)
- 1979: Art of the Acoustic Steel String Guitar 6 & 12 (Windham Hill Records)
- 1981: Rainbow Thunder: Songs of the American West (Silver Label)
- 1983: Bouquet (Basho Productions)
- 1984: Twilight Peaks (Art of Relaxation)

Livealbums
- 2008: Bonn ist Supreme (Bo'Weavil)
- 2014: Art of the Acoustic Steel String Preview (Grass-Tops)
- 2015: Robbie Basho Live in Milwaukee – 1982 (Grass-Tops)
- 2015: Portrait of Basho as a Young Dragoon (Grass-Tops)
- 2016: Rocky Mountain Raga - Live from Elgin - 1981 (Grass-Tops)
- 2016: Robbie Basho Live at Folkstudio – 1982 (Grass-Tops)
- 2016: Robbie Basho Live in Forlì - 1982 (Topa Topa)

Compilaties
- 1982: Basho's Best, Vol. 1 (Basho Productions)
- 1996: Guitar Soli (Takoma Records)
- 2001: Băshovia (Takoma Records)

- Bibsys: 1581514964074
- Biblioteca Nacional de España: XX5578801
- Bibliothèque nationale de France: cb15048029b (data)
- Gemeinsame Normdatei: 134322487
- International Standard Name Identifier: 0000 0000 2511 9850
- Library of Congress Control Number: n81075564
- MusicBrainz: 0a326e5b-9332-4490-a37c-aa3692201401
- Réseau des bibliothèques de Suisse occidentale: 02-A024509655
- Système universitaire de documentation: 244074216
- Virtual International Authority File: 49509558
- WorldCat: E39PBJckPg6DXyhd6myykxXPQq